# Сисаргас
Сисаргас (исп. Islas Sisargas) — острова в испанском муниципалитете Мальпика-де-Бергантиньос в провинции Ла-Корунья, в 1 км к северо-западу от города Мальпика-де-Бергантиньос, в 35 км к западу от города Ла-Корунья.
Архипелаг образован тремя скалистыми островами (Сисарга-Гранде, Sisarga Grande, Маланте, Malante, и Сисарга-Пекена, Sisarga Pequena, Sisarga Chica), покрытыми кустарниками. Крупнейший остров архипелага — Сисарга-Гранде. На скалах островов и мыса Кабо-Вильяно обитает большая часть колоний обыкновенных моевок и тонкоклювых кайр в Испании. Сисарга-Гранде также является домом для самой большой колонии клуш в Испании. Острова были объявлены зоной особой защиты птиц (ZEPA). 19 июня 2003 года зона расширена и получила статус особо охраняемой области. Входит в сеть «Натура 2000».

## Маяк

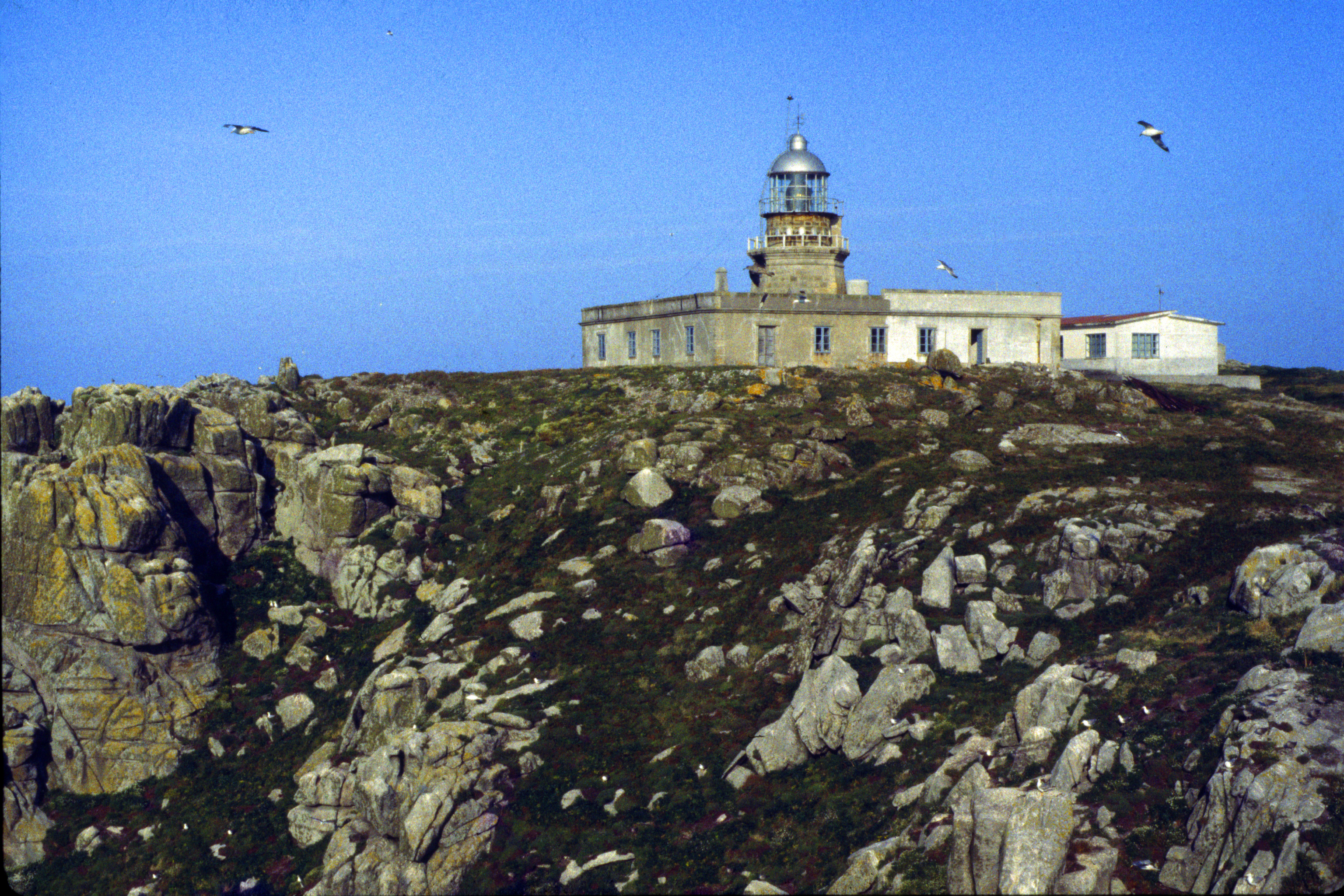
Маяк на островах Сисаргас

В 1853 году на Сисарга-Гранде построен маяк.